# Guy Flavien
 (octobre 2013).
Si vous disposez d'ouvrages ou d'articles de référence ou si vous connaissez des sites web de qualité traitant du thème abordé ici, merci de compléter l'article en donnant les références utiles à sa vérifiabilité et en les liant à la section « Notes et références ».
Né le 12 novembre 1920 à Paris, Guy Flavien, alors élève ingénieur, entre dans la résistance dès 1943 ; son activité, au sein de l'Office régional du travail à Paris, puis dans le cadre du maquis "Chesnay" d'Orléans, a permis d'éviter à de nombreux Français le départ soit au service du travail obligatoire (STO), soit en déportation. Arrêté le 5 août 1944, il meurt au camp de Buchenwald le 1er avril 1945. Il est fait Compagnon de la Libération à titre posthume par décret du 20 Janvier 1946. 

## Biographie
Fils d'enseignants - son père est professeur agrégé de mathématiques et sa mère professeur à l'Université - Guy Flavien est né le 12 novembre 1920 à Paris. Il fait ses études secondaires au lycée Lakanal puis deux années de mathématiques spéciales au lycée Louis-le-Grand à Paris, dans la classe où enseigne son père. En 1942 il est reçu au concours de l'École centrale des arts et manufactures à Paris. Élève ingénieur, il va, avant la fin de 1943, parallèlement à ses études, commencer à œuvrer pour la Résistance.
Avec quelques camarades de l'École, la nuit, il rédige et imprime des tracts qu'il répand autour de lui ; à partir de mars 1943, il commence à distribuer des journaux clandestins dont Défense de la France et adhère au mouvement du même nom. À la fin de sa première année d'école, Guy Flavien est requis au titre du service du travail obligatoire (STO). Réfractaire, il parvient grâce à un certificat de complaisance, à rester en France. Il est alors affecté en août 1943, à l'Office régional du travail (ORT) de Paris, au Service de la main-d'œuvre, faubourg Saint-Martin. Immédiatement, il mène la lutte contre le départ des jeunes astreints au STO et même contre leur réquisition en France. Il commence par s'occuper de ses camarades étudiants de l'École centrale des arts et manufactures puis de ceux de l'École libre des sciences politiques ou de l'École spéciale des travaux publics.
Employé comme préposé au guichet "Renseignements", il obtient de se faire confier le service éminemment dangereux mais extrêmement efficace des « cartes de travail » et des "régularisations d'emploi". Il réussit à créer un véritable centre de résistance, grâce à des complicités dans tous les services, et travaille au profit des divers organismes de résistance auxquels il est lié : Front national, Ceux de la Résistance, Libération-Nord et, bien sûr, Défense de la France. Il délivre depuis son bureau de l'ORT des faux certificats et attestations de travail et falsifie également la cote médicale de nombreux jeunes requis, les rendant « inapte au travail ». Il poursuit en parallèle la diffusion de la presse clandestine, principalement les journaux Combat, Défense de la France, le Témoignage Chrétien, Résistance et Front national.
À partir de juin 1943, sous les noms de Sangnier et Marc Pavillot, Guy Flavien fait également partie du maquis « Chesnaye » du secteur d'Orléans Nord-est auquel il adresse des cartes de travail et attestations en tous genres, permettant d'en régulariser les membres. De la même façon, il procure des passeports à ceux qui cherchent à rejoindre le général de Gaulle en Afrique du Nord. Faisant en sorte d'avoir connaissance de tous les décrets concernant le STO avant même leur publication, il en informe aussitôt la Résistance, notamment le commandant Massiet, responsable du mouvement Ceux de la Résistance (CDLR) puis de l'état-major FFI de la Seine, qui peut alors prendre toutes mesures utiles. Guy Flavien parvient à arracher ainsi des milliers de Français à la déportation en Allemagne et, par la fourniture de faux papiers, à leur permettre de survivre en touchant leurs tickets de ravitaillement. En mai 1944, son service de l'ORT est directement visé dans un article du journal collaborationniste Au Pilori ; il refuse cependant d'abandonner son poste et de rejoindre le maquis dans le Loiret afin de poursuivre ses activités à Paris.
Le 5 août 1944, à quelques jours seulement de la libération de Paris, à 10h30 du matin, il est arrêté par la Gestapo à son bureau du faubourg Saint-Martin. Conduit rue des Saussaies, il est incarcéré à Fresnes. Le 15 août 1944, il est déporté en Allemagne par le convoi parti de la gare de Pantin (« convoi des 57000 »). Après six jours et six nuits d'un voyage des plus pénibles, il parvient avec ses camarades au camp de Buchenwald où il reçoit le numéro matricule 77.390. Après un séjour de quelques semaines au revier du camp, il est envoyé, à la mi-octobre, à peine convalescent, à la mine de sel de Leau Plomnitz (Thuringe) qui doit être transformée en usine souterraine pour la société d'aviation Junkers. Affecté là à un des kommandos les plus redoutables de Buchenwald, il y endure un véritable calvaire : dans une insupportable promiscuité, il est soumis aux travaux forcés et demeure jour et nuit parfois pendant plusieurs semaines à 500 mètres de profondeur, dans une mine de sel non ventilée, par une température voisine de 40°. À peine nourri, Guy Flavien s'épuise peu à peu. Miné par la dysenterie et les mauvais traitements, il meurt au soir du dimanche de Pâques, le 1er avril 1945, une dizaine de jours seulement avant la libération du camp. Sa dépouille, jetée au charnier de Leau par les SS, est exhumée par les Américains pour être inhumée au cimetière allemand de Leau Plomnitz.

## Famille et Résistance
Guy Flavien appartenait à une famille de résistants. Son frère cadet, évadé de France, avait rejoint Londres en janvier 1943 et sa jeune sœur était agent de liaison pour Défense de la France.

## Hommages
- Il existe un collège Guy-Flavien dans le 12e arrondissement de Paris, au 6 rue d’Artagnan.
- La rue des Frères-Flavien du 20e arrondissement de Paris a reçu ce nom en 1975 pour honorer Guy Flavien et son frère Henry Flavien (médecin décédé en 1965).
- La promotion 2025 de CentraleSupélec porte son nom[2]

## Médailles
- Chevalier de la Légion d'honneur
- Compagnon de la Libération à titre posthume par décret du 20 Janvier 1946[3]
- Croix de guerre 1939–1945, palme de bronze
- Officier de l'ordre du Mérite social